# چشم‌گرد بانکا
چشم‌گرد بانکا (نام علمی: Nycticebus bancanus) نام یک گونه از سرده چشم‌گرد تنبل است.